# Fotbal na Letních olympijských hrách 1996 – turnaj mužů
Fotbalový turnaj na Letních olympijských hrách 1996 byl 19. oficiální fotbalový turnaj na olympijských hrách. Turnaj byl určen pro hráče do 23 let s tím, že v každém týmu mohli nastoupit i tři starší hráči. Vítězem se stala nigerijská fotbalová reprezentace do 23 let. Poprvé se také hrál turnaj žen.

## Kvalifikace
| - Afrika (CAF) - Ghana - Nigérie - Tunisko - Asie (AFC) - Jižní Korea - Japonsko - Saúdská Arábie - Severní, Střední Amerika a Karibik (CONCACAF) - Mexiko - Jižní Amerika (CONMEBOL) - Argentina - Brazílie |  | - Evropa (UEFA) - Francie - Maďarsko - Itálie - Portugalsko - Španělsko - Oceánie (OFC) - Austrálie - Hostitel - USA |

## Medailisté
| Zlato   | Nigérie   |
| Stříbro | Argentina |
| Bronz   | Brazílie  |

## Základní skupiny

### Skupina A
| Tým         | Z | V | R | P | VG | IG | +/- | B |
| ----------- | - | - | - | - | -- | -- | --- | - |
| Argentina   | 3 | 1 | 2 | 0 | 5  | 3  | +2  | 5 |
| Portugalsko | 3 | 1 | 2 | 0 | 4  | 2  | +2  | 5 |
| USA         | 3 | 1 | 1 | 1 | 4  | 4  | 0   | 4 |
| Tunisko     | 3 | 0 | 1 | 2 | 1  | 5  | -4  | 1 |

| 20. července 1996 15:00 |        |         |                                                                                 |
| Portugalsko             | 2 : 0  | Tunisko | RFK Stadium, Washington, D.C. diváci: 34 796 rozhodčí: Antônio Da Silva Pereira |
| Martins 12', 67'        | Report |         | RFK Stadium, Washington, D.C. diváci: 34 796 rozhodčí: Antônio Da Silva Pereira |

| 20. července 1996 19:30 |        |                                     |                                                                      |
| USA                     | 1 : 3  | Argentina                           | Legion Field, Birmingham diváci: 83 183 rozhodčí: Lucien Bouchardeau |
| Reyna 1'                | Report | G. López 26' Crespo 55' Simeone 90' | Legion Field, Birmingham diváci: 83 183 rozhodčí: Lucien Bouchardeau |

| 22. července 1996 19:30 |        |                |                                                                          |
| Argentina               | 1 : 1  | Portugalsko    | RFK Stadium, Washington, D.C. diváci: 25 811 rozhodčí: Gamal Al-Ghandour |
| Ortega 45'              | Report | Nuno Gomes 70' | RFK Stadium, Washington, D.C. diváci: 25 811 rozhodčí: Gamal Al-Ghandour |

| 22. července 1996 19:30      |        |         |                                                               |
| USA                          | 2 : 0  | Tunisko | Legion Field, Birmingham diváci: 45 687 rozhodčí: Hugh Dallas |
| Kirovski 38' Maisonneuve 90' | Report |         | Legion Field, Birmingham diváci: 45 687 rozhodčí: Hugh Dallas |

| 24. července 1996 19:30 |        |              |                                                                    |
| Argentina               | 1 : 1  | Tunisko      | Legion Field, Birmingham diváci: 16 826 rozhodčí: Pirom Un-Prasert |
| Ortega 5'               | Report | M'Kacher 74' | Legion Field, Birmingham diváci: 16 826 rozhodčí: Pirom Un-Prasert |

| 24. července 1996 19:30 |        |                 |                                                                      |
| USA                     | 1 : 1  | Portugalsko     | RFK Stadium, Washington, D.C. diváci: 58 012 rozhodčí: Edward Lennie |
| Maisonneuve 75'         | Report | Paulo Alves 33' | RFK Stadium, Washington, D.C. diváci: 58 012 rozhodčí: Edward Lennie |

### Skupina B
| Tým            | Z | V | R | P | VG | IG | +/- | B |
| -------------- | - | - | - | - | -- | -- | --- | - |
| Francie        | 3 | 2 | 1 | 0 | 5  | 2  | +3  | 7 |
| Španělsko      | 3 | 2 | 1 | 0 | 5  | 3  | +2  | 7 |
| Austrálie      | 3 | 1 | 0 | 2 | 4  | 6  | -2  | 3 |
| Saúdská Arábie | 3 | 0 | 0 | 3 | 2  | 5  | -3  | 0 |

| 20. července 1996 18:30 |        |                |                                                                 |
| Španělsko               | 1 : 0  | Saúdská Arábie | Citrus Bowl, Orlando diváci: 28 774 rozhodčí: Pierluigi Collina |
| Óscar 80'               | Report |                | Citrus Bowl, Orlando diváci: 28 774 rozhodčí: Pierluigi Collina |

| 20. července 1996 18:30 |        |           |                                                                  |
| Francie                 | 2 : 0  | Austrálie | Orange Bowl, Miami diváci: 14 322 rozhodčí: Roberto Ruben Ruscio |
| Pirès 13' Maurice 75'   | Report |           | Orange Bowl, Miami diváci: 14 322 rozhodčí: Roberto Ruben Ruscio |

| 22. července 1996 19:00 |        |           |                                                                |
| Francie                 | 1 : 1  | Španělsko | Citrus Bowl, Orlando diváci: 16 773 rozhodčí: Pirom Un-Prasert |
| Legwinski 39'           | Report | Óscar 85' | Citrus Bowl, Orlando diváci: 16 773 rozhodčí: Pirom Un-Prasert |

| 22. července 1996 19:00 |        |                 |                                                                |
| Austrálie               | 2 : 1  | Saúdská Arábie  | Orange Bowl, Miami diváci: 5 997 rozhodčí: Esfandiar Baharmast |
| Tsekenis 11' Viduka 63' | Report | Al-Khilaiwi 37' | Orange Bowl, Miami diváci: 5 997 rozhodčí: Esfandiar Baharmast |

| 24. července 1996 19:00 |        |                |                                                           |
| Španělsko               | 3 : 2  | Austrálie      | Citrus Bowl, Orlando diváci: 12 050 rozhodčí: Hugh Dallas |
| Raúl 41', 90' Santi 87' | Report | Vidmar 3', 12' | Citrus Bowl, Orlando diváci: 12 050 rozhodčí: Hugh Dallas |

| 24. července 1996 19:00          |        |                |                                                             |
| Francie                          | 2 : 1  | Saúdská Arábie | Orange Bowl, Miami diváci: 4 615 rozhodčí: Benito Archundia |
| Maurice 20' (pen.) Sibierski 48' | Report | Amin 26'       | Orange Bowl, Miami diváci: 4 615 rozhodčí: Benito Archundia |

### Skupina C
| Tým         | Z | V | R | P | VG | IG | +/- | B |
| ----------- | - | - | - | - | -- | -- | --- | - |
| Mexiko      | 3 | 1 | 2 | 0 | 2  | 1  | +1  | 5 |
| Ghana       | 3 | 1 | 1 | 1 | 4  | 4  | 0   | 4 |
| Jižní Korea | 3 | 1 | 1 | 1 | 2  | 2  | 0   | 4 |
| Itálie      | 3 | 1 | 0 | 2 | 4  | 5  | -1  | 3 |

| 21. července 1996 12:00   |        |       |                                                                      |
| Jižní Korea               | 1 : 0  | Ghana | RFK Stadium, Washington, D.C. diváci: 45 946 rozhodčí: Edward Lennie |
| Yoon Jung-Hwan 41' (pen.) | Report |       | RFK Stadium, Washington, D.C. diváci: 45 946 rozhodčí: Edward Lennie |

| 21. července 1996 17:00 |        |        |                                                               |
| Mexiko                  | 1 : 0  | Itálie | Legion Field, Birmingham diváci: 44 211 rozhodčí: Hugh Dallas |
| Palencia 83'            | Report |        | Legion Field, Birmingham diváci: 44 211 rozhodčí: Hugh Dallas |

| 23. července 1996 20:00 |        |             |                                                                      |
| Mexiko                  | 0 : 0  | Jižní Korea | Legion Field, Birmingham diváci: 26 111 rozhodčí: Lucien Bouchardeau |
|                         | Report |             | Legion Field, Birmingham diváci: 26 111 rozhodčí: Lucien Bouchardeau |

| 23. července 1996 21:00           |        |                       |                                                                           |
| Ghana                             | 3 : 2  | Itálie                | RFK Stadium, Washington, D.C. diváci: 27 849 rozhodčí: José Garcia Aranda |
| Sabah 15', 73' Ahinful 63' (pen.) | Report | Branca 8', 44' (pen.) | RFK Stadium, Washington, D.C. diváci: 27 849 rozhodčí: José Garcia Aranda |

| 25. července 1996 21:00 |        |             |                                                                                 |
| Mexiko                  | 1 : 1  | Ghana       | RFK Stadium, Washington, D.C. diváci: 30 237 rozhodčí: Antônio Da Silva Pereira |
| Abundis 65'             | Report | Ebenzer 44' | RFK Stadium, Washington, D.C. diváci: 30 237 rozhodčí: Antônio Da Silva Pereira |

| 25. července 1996 21:00 |        |                  |                                                                       |
| Itálie                  | 2 : 1  | Jižní Korea      | Legion Field, Birmingham diváci: 28 319 rozhodčí: Robert Ruben Ruscio |
| Branca 24', 82'         | Report | Lee Ki-Hyung 62' | Legion Field, Birmingham diváci: 28 319 rozhodčí: Robert Ruben Ruscio |

### Skupina D
| Tým      | Z | V | R | P | VG | IG | +/- | B |
| -------- | - | - | - | - | -- | -- | --- | - |
| Brazílie | 3 | 2 | 0 | 1 | 4  | 2  | +2  | 6 |
| Nigérie  | 3 | 2 | 0 | 1 | 3  | 1  | +2  | 6 |
| Japonsko | 3 | 2 | 0 | 1 | 4  | 4  | 0   | 6 |
| Maďarsko | 3 | 0 | 0 | 3 | 3  | 7  | -4  | 0 |

| 21. července 1996 18:30 |        |          |                                                              |
| Japonsko                | 1 : 0  | Brazílie | Orange Bowl, Miami diváci: 46 724 rozhodčí: Benito Archundia |
| Ito 72'                 | Report |          | Orange Bowl, Miami diváci: 46 724 rozhodčí: Benito Archundia |

| 21. července 1996 18:30 |        |          |                                                                |
| Nigérie                 | 1 : 0  | Maďarsko | Citrus Bowl, Orlando diváci: 25 303 rozhodčí: Pirom Un-Prasert |
| Kanu 77'                | Report |          | Citrus Bowl, Orlando diváci: 25 303 rozhodčí: Pirom Un-Prasert |

| 23. července 1996 20:30            |        |           |                                                               |
| Brazílie                           | 3 : 1  | Maďarsko  | Orange Bowl, Miami diváci: 34 871 rozhodčí: Gamal Al-Ghandour |
| Ronaldo 35' Juninho 62' Bebeto 85' | Report | Madar 58' | Orange Bowl, Miami diváci: 34 871 rozhodčí: Gamal Al-Ghandour |

| 23. července 1996 20:30           |        |          |                                                                 |
| Nigérie                           | 2 : 0  | Japonsko | Citrus Bowl, Orlando diváci: 28 000 rozhodčí: Pierluigi Collina |
| Akiba 83' (vl.) Okocha 90' (pen.) | Report |          | Citrus Bowl, Orlando diváci: 28 000 rozhodčí: Pierluigi Collina |

| 25. července 1996 21:00 |        |         |                                                                 |
| Brazílie                | 1 : 0  | Nigérie | Orange Bowl, Miami diváci: 55 650 rozhodčí: Esfandiar Baharmast |
| Ronaldo 31'             | Report |         | Orange Bowl, Miami diváci: 55 650 rozhodčí: Esfandiar Baharmast |

| 25. července 1996 21:00              |        |                     |                                                                  |
| Japonsko                             | 3 : 2  | Maďarsko            | Citrus Bowl, Orlando diváci: 17 224 rozhodčí: Lucien Bouchardeau |
| Maezono 39' (pen.), 90+1' Uemura 90' | Report | Sandor 2' Madar 48' | Citrus Bowl, Orlando diváci: 17 224 rozhodčí: Lucien Bouchardeau |

## Play off

### Čtvrtfinále
| 27. července 1996 18:00       |                |             |                                                               |
| Portugalsko                   | 2 : 1 (prodl.) | Francie     | Orange Bowl, Miami diváci: 22 339 rozhodčí: Pierluigi Collina |
| Capucho 7' Calado 105' (pen.) | Report         | Maurice 49' | Orange Bowl, Miami diváci: 22 339 rozhodčí: Pierluigi Collina |

| 27. července 1996 19:30                          |        |           |                                                                     |
| Argentina                                        | 4 : 0  | Španělsko | Legion Field, Birmingham diváci: 43 507 rozhodčí: Gamal Al-Ghandour |
| Crespo 47', 88' Aranzábal 52' (vl.) C. López 66' | Report |           | Legion Field, Birmingham diváci: 43 507 rozhodčí: Gamal Al-Ghandour |

| 28. července 1996 16:00 |        |                            |                                                                          |
| Mexiko                  | 0 : 2  | Nigérie                    | Legion Field, Birmingham diváci: 44 788 rozhodčí: Omer Saleh Al Mehannah |
|                         | Report | Okocha 20' C. Babayaro 84' | Legion Field, Birmingham diváci: 44 788 rozhodčí: Omer Saleh Al Mehannah |

| 28. července 1996 18:00                     |        |                         |                                                              |
| Brazílie                                    | 4 : 2  | Ghana                   | Orange Bowl, Miami diváci: 45 257 rozhodčí: Pirom Un-Prasert |
| Duodu 18' (vl.) Ronaldo 56', 62' Bebeto 72' | Report | Akonnor 23' Aboagye 53' | Orange Bowl, Miami diváci: 45 257 rozhodčí: Pirom Un-Prasert |

### Semifinále
| 30. července 1996 18:00 |        |                 |                                                                      |
| Portugalsko             | 0 : 2  | Argentina       | Sanford Stadium, Athens diváci: 78 212 rozhodčí: Esfandiar Baharmast |
|                         | Report | Crespo 55', 61' | Sanford Stadium, Athens diváci: 78 212 rozhodčí: Esfandiar Baharmast |

| 31. července 1996 18:00                           |                |                                     |                                                                     |
| Nigérie                                           | 4 : 3 (prodl.) | Brazílie                            | Sanford Stadium, Athens diváci: 78 687 rozhodčí: José Garcia Aranda |
| Roberto Carlos 20' (vl.) Ikpeba 78' Kanu 90', 94' | Report         | Flavio Conceição 1', 38' Bebeto 28' | Sanford Stadium, Athens diváci: 78 687 rozhodčí: José Garcia Aranda |

### O 3. místo
| 2. srpna 1996 18:00                                  |        |             |                                                                    |
| Brazílie                                             | 5 : 0  | Portugalsko | Sanford Stadium, Athens diváci: 68 173 rozhodčí: Gamal Al-Ghandour |
| Ronaldo 4' Flavio Conceição 11' Bebeto 47', 54', 75' | Report |             | Sanford Stadium, Athens diváci: 68 173 rozhodčí: Gamal Al-Ghandour |

### Finále
| 3. srpna 1996 15:45                   |        |                               |                                                                    |
| Nigérie                               | 3 : 2  | Argentina                     | Sanford Stadium, Athens diváci: 86 117 rozhodčí: Pierluigi Collina |
| Babayaro 28' Amokachi 74' Amunike 90' | Report | C. López 3' Crespo 50' (pen.) | Sanford Stadium, Athens diváci: 86 117 rozhodčí: Pierluigi Collina |